# Hur svårt kan det va?
"Hur svårt kan det va?" är en sång med text och musik av Johan Fransson, Tim Larsson och Tobias Lundgren. Låten valdes under andra halvan av 2007  ut att delta i Melodifestivalen följande år. Låten framfördes inför publik första gången i den fjärde deltävlingen av Melodifestivalen 2008, av Linda Bengtzing den 1 mars 2008. Låten var en av två i deltävlingen som efter svenska folkets omröstning gick direkt vidare till finalen i Globen. Väl där slutade bidraget på femte plats.
Den 27 april 2008 gick melodin in på Svensktoppen, där den första veckan hamnade på nionde plats. Veckan därpå var den utslagen.

## Singeln
Singeln "Hur svårt kan det va?" släpptes den 9 mars 2008. Den nådde som högst tredje plats på den svenska singellistan.

### Låtlista
1. Hur svårt kan det va (original)
2. Hur svårt kan det va (instrumental)

## Listplaceringar
| Lista (2008) | Topplacering |
| ------------ | ------------ |
| Sverige      | 3            |